# Tethionea
Tethionea is een kevergeslacht uit de familie van de boktorren (Cerambycidae). De wetenschappelijke naam van het geslacht werd voor het eerst geldig gepubliceerd in 1869 door Pascoe.

## Soorten
Tethionea omvat de volgende soorten:
- Tethionea apiculata (Pascoe, 1862)
- Tethionea bicincta (Fauvel, 1906)
- Tethionea bicolor Gressitt, 1955
- Tethionea bidentata Gressitt, 1955
- Tethionea brevicollis Gressitt, 1951
- Tethionea cheesmanae Gressitt, 1955
- Tethionea hollandiae Gressitt, 1951
- Tethionea hoogstraali Gressitt, 1951
- Tethionea nigromarginipennis Hayashi, 1979
- Tethionea obtusidens Gressitt, 1951
- Tethionea pubescens Gressitt, 1959
- Tethionea squamata Gressitt, 1959
- Tethionea strumosa Pascoe, 1869
- Tethionea subcallosa Gressitt, 1959
- Tethionea tenuimembris Gressitt, 1951
- Tethionea tridentata Pascoe, 1869
- Tethionea unicolor Pascoe, 1869
- Tethionea waigeonea Gressitt, 1955